# 奥罗拉大厦

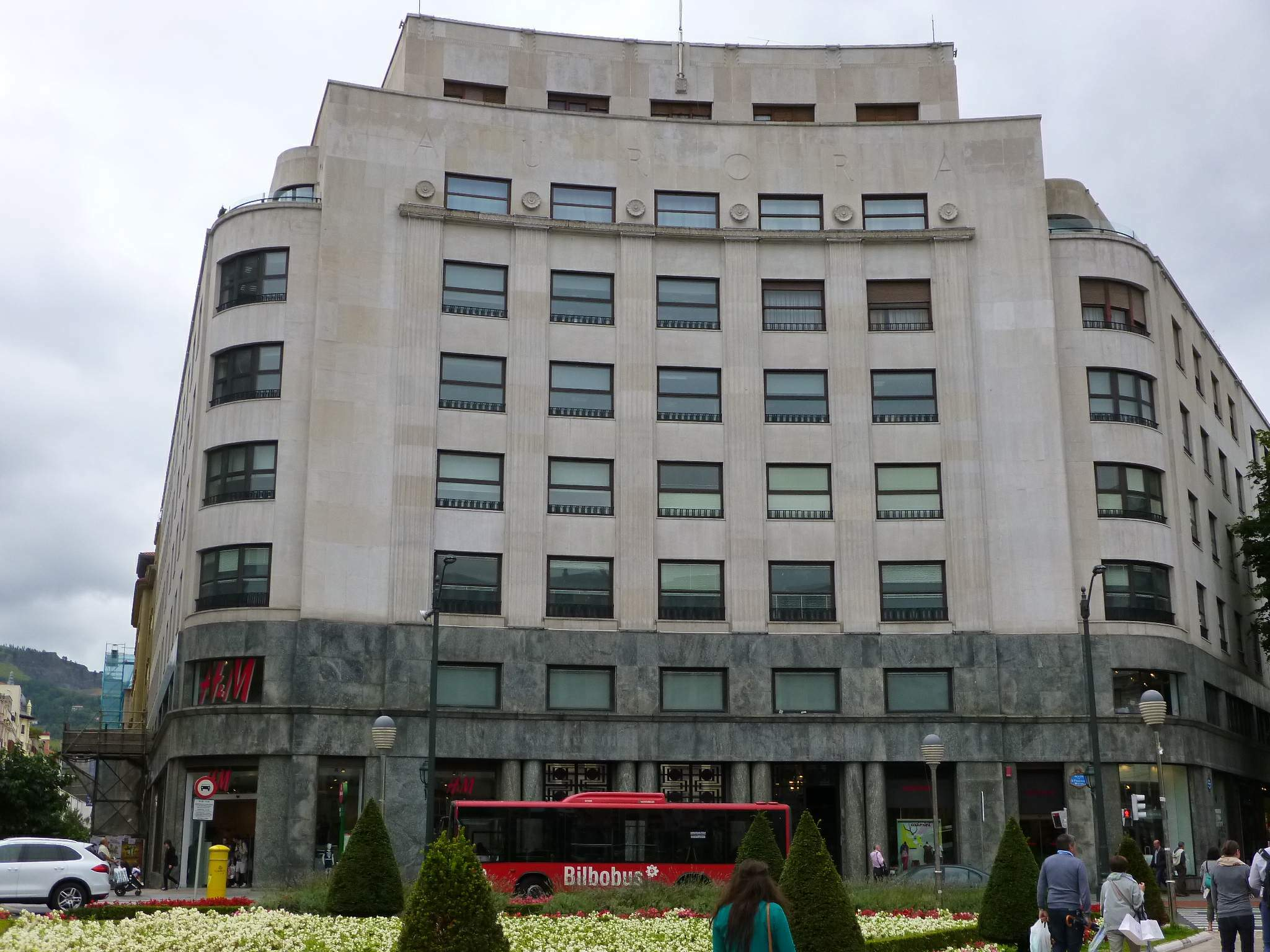

奥罗拉大厦（西班牙語：Edificio La Aurora）是西班牙巴斯克自治区比斯开省毕尔巴鄂的一座建筑，建于1934年，由毕尔巴鄂建筑师曼努埃尔·伊格纳西奥·加林德斯·扎巴拉（Manuel Ignacio Galíndez Zabala）设计。 
该建筑是奥罗拉保险公司的所在地，位于Indauchu区的莫尤阿广场（Plaza Moyua）4号，介于查瓦里宫（Palacio Chávarri）与西班牙税务局大楼（Edificio de la Agencia Tributaria española）之间。建筑底楼和二楼的立面覆盖着深灰色的石头，其余的则是浅白色的。

## 历史
1931年，曼努埃尔·伊格纳西奥·加林德斯（Manuel Ignacio Galíndez）在毕尔巴鄂的一次建筑师竞赛中提交了奥罗拉保险公司新办公楼的设计方案。1934年，他委托设计了一个办公室和住房方案，在建造之前进行了几次修改，并遵循了建筑师以前工作的特点，如阿里基巴尔广场（Plaza Arriquíbar）的建筑以及马德里的比斯开银行大楼（edificio del Banco de Vizcaya）。
1998年，奥罗拉保险公司以25亿比塞塔的价格将该地产出售给当地投资者。
 2005年，它被一家房地产公司以3000万欧元收购。